# 2007 au Nunavut
Chronologie du Nunavut
- 2003
- 2004
- 2005
- 2006
- 2007
- 2008
- 2009
- 2010
- 2011

Cette page concerne des événements d'actualité qui se sont produits durant l'année 2007 dans le territoire canadien du Nunavut.

## Politique
- Premier ministre : Paul Okalik
- Commissaire : Ann Meekitjuk Hanson (en)
- Législature : 2e législature (en)

## Événements
- Création de la Société immobilière Franco-Nunavut[1].
- 13 mars : le recensement canadien de 2006 est soumis; la population du Canada s'élève à 31 612 897. Le recensement de 2006 inclut pour la première fois dans l'histoire canadienne les trois territoires (Yukon, Territoires du Nord-Ouest et le Nunavut) qui ont une population combinée de plus de 100 000 personnes.

## Décès
- 20 avril : Pauloosie Paniloo (en), député du Baffin-Central (1983-1987) de l'Assemblée législative des Territoires du Nord-Ouest.
- 8 septembre : Alootook Ipellie, artiste.